# Walter Bauer

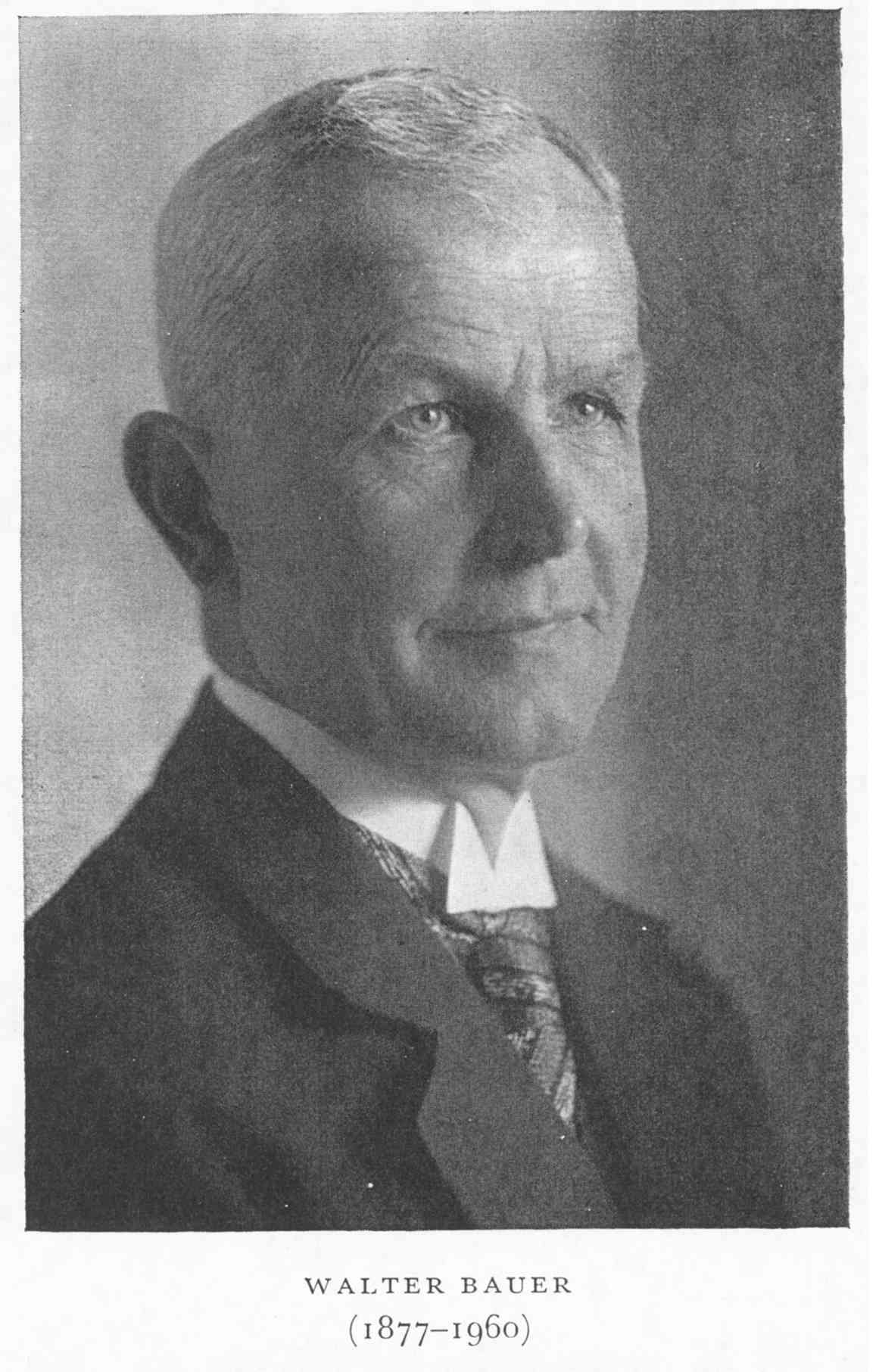
Walter Bauer

Walter Bauer (Königsberg, 8 de agosto de 1877 - Göttingen, 17 de noviembre de 1960) fue un teólogo alemán, lexicógrafo del griego del Nuevo Testamento y estudioso del desarrollo del cristianismo primitivo.

## Vida y obra
Bauer nació en Königsberg, Prusia Oriental, y creció en Marburg, donde su padre era profesor. Estudió teología en las universidades de Marburg, Estrasburgo, y Berlín. Bauer enseñó en la Universidad de Breslau y en la Universidad de Göttingen, ciudad en la que murió.
La obra más famosa e influyente de Bauer es su libro de 1934 Rechtgläubigkeit und Ketzerei im ältesten Christentum (Ortodoxia y herejía en el cristianismo primitivo), traducida a diversos idiomas, pero no al español. En él, Bauer desarrolló su tesis de que en el cristianismo primitivo creencias que siglos después serían consideradas «herejías» fueron la forma original y aceptada del cristianismo. Bauer se opuso a la visión abrumadoramente dominante respaldada por los principales historiadores de la Iglesia de la época como Eusebio de Cesarea que describió el cristianismo «ortodoxo» como descendiente de las claras enseñanzas de Jesús, y las herejías como ramificaciones inusuales de personas malvadas, engañadas por el diablo, etc. Bauer concluyó que lo que llegó a conocerse como ortodoxia era sólo una de las numerosas formas de cristianismo de los primeros siglos.